# Fred McCain
Pour les articles homonymes, voir McCain.
Fred McCain (1917 - 1997) est un homme politique canadien du Nouveau-Brunswick.

## Biographie
Fred McCain naît le 11 novembre 1917 à Florenceville, au Nouveau-Brunswick.
Il se lance en politique fédérale en étant élu député de la circonscription de Carleton—Charlotte à la Chambre des communes le 30 octobre 1972. Il est ensuite réélu quatre fois et reste au total député durant 16 années.
Il est mort le 12 octobre 1997.